# Hans Kohl (Maler)
Hans Kohl (* 1897 in Mainz; † 11. April 1990 in der Hambacher Mühle, Hambach bei Heppenheim (Bergstraße)) war ein deutscher Maler und Grafiker.

## Leben
Kohl studierte von 1915 bis 1923 an der Akademie der Bildenden Künste in München. Zu seinen Professoren zählten Max Doerner, Julius Exter, Adolf von Hegeler, Ludwig von Herterich, und Angelo Jank. Er war Meisterschüler bei Peter Halm, durch dessen Stil Kohls Werk aus den Jahren von 1918 bis 1920 mit 12 Radierungen zum Thema Das Goldene Mainz beeinflusst ist. Bei Doerner lernte Kohl die Enkaustikmalerei. Er war zeitlebens ein Porträt- und Figurenmaler, dessen Figuren sehr oft in klassisch anmutenden Landschaften gezeigt werden. Er porträtierte u. a. Papst Pius XI., Bischof Albert Stohr, Oberbürgermeister Karl Göttelmann (Mainz).
Kohl war Mitglied des Mainzer Vereins bildender Künstler, des Hessischen Künstlerkartells und seit 1933 Mitglied der Frankfurter Künstlergemeinschaft. Aus den 1930er Jahren sind einige Gemälde mit Gruppen von nackten Frauen oder Männern bekannt.
In der 1934/35 erbauten Lutherkirche in Offenbach-Bieber bemalte Kohl die drei großen Wände des Altarraums mit Motiven aus der Bibel. Wegen der heroisierenden Darstellungen standen die Bilder nach dem Zweiten Weltkrieg unter Kritik, werden jedoch heute (2013) von der evangelischen Gemeinde weiterhin geschätzt.
Während des Zweiten Weltkriegs war Kohl als Soldat im Wehrdienst und geriet gegen Ende des Krieges in russische Gefangenschaft. Nach seiner Flucht kehrte er 1945 nach Mainz zurück und ließ sich schließlich in Heppenheim an der Bergstraße in der Alten Mühle nieder, wo er noch lange Jahre als Künstler tätig blieb.

## Ausstellungen
- 1964: Hans Kohl: Gemälde, Zeichnungen, Landesmuseum Mainz. Beiblatt.